# Karl Schleinkofer
Karl Schleinkofer (* 1951 in Passau) ist ein deutscher Zeichner und Hochschullehrer.

## Leben und Werk
Von 1972 bis 1978 studierte Karl Schleinkofer an der Akademie der Bildenden Künste München bei Hermann Kaspar und Hans Baschang, bei welchem er von 1979 bis 1983 als Assistent arbeitete. In den Jahren 1983 bis 1986 hatte er an der Universität Passau einen Lehrauftrag für Druckgrafik, freies Zeichnen und Malerei inne. 1988 erhielt Schleinkofer ein Graduiertenstipendium der Bayerischen Akademie der Schönen Künste. Nach einer Professurvertretung für Erwin Gross an der Akademie der Bildenden Künste Karlsruhe im Jahr 1996 kehrte er nach Passau zurück, wo er seit 1998 im Fachbereich Kunsterziehung lehrt. In den Jahren 2000/2001 war er Stipendiat des Internationalen Künstlerhauses Villa Concordia in Bamberg. Karl Schleinkofer lebt und arbeitet in Passau und ist Mitglied der Bayerischen Akademie der Schönen Künste. Bei ihm studierte u. a. die Zeichnerin Christiane Kaufmann.
In seiner Kunst liegt der Schwerpunkt auf der Zeichnung, wobei er vor allem mit Pastell- oder Ölkreide auf Papier arbeitet. Die dabei entstehenden abstrakten Überlagerungen heller und dunkler Linien erinnern bisweilen an Rhizome oder Wurzelwerk und stehen Positionen des Abstrakten Expressionismus nahe, wie beispielsweise den Arbeiten Cy Twomblys.

## Ausstellungen (Auswahl)
- 1982: Kunstverein Passau
- 1985: Cordonhaus, Cham
- 1986: Galerie Ariadne, Wien
- 1987: Otto Galerie, München
- 1989: Kulturzentrum Obuda, Budapest
- 1991: Galerie van de Loo, München
- 1994: Hirschwirtscheuer der Stiftung Würth, Künzelsau
- 1997: Tiroler Kunstpavillon, Innsbruck
- 1997/98: Museum Moderner Kunst, Passau
- 2000: Kunstverein St. Anna Kapelle, Passau
- 2004: Galerie Arte Giani, Frankfurt am Main
- 2006: Galerie Westend, München
- 2009: Pinakothek der Moderne, München[2]
- 2019: Museum Moderner Kunst, Passau (zusammen mit Arnulf Rainer)[3]

## Preise und Auszeichnungen
- 1996: Herbert-Boeckl-Preis zusammen mit Alberto di Fabio, zuerkannt von Cy Twombly und dem Rupertinum Salzburg
- 1999: Jahrespreisträger für bildende Kunst der Bayerischen Akademie der Schönen Künste, München
- 2005: Kulturpreis der Dr. Franz und Astrid Ritter-Stiftung für Bildende Kunst

## Veröffentlichungen (Auswahl)
- Ausstellungskatalog: Zeichnungen aus der Reihe „Das Ich ist ein Ort“. Museum Moderner Kunst Passau, Passau 1997, ISBN 978-3-928844-26-0.
- Michael Krüger und Karl Schleinkofer: Im Pantheon der Spinnen. Sieveking Verlag, München 2021, ISBN 978-3-947641-18-5.
- Karl Schleinkofer: Katábasis. Der gespaltene Raum. Hrsg.: Conrad Lienhardt. Kunstreferat der Diözese Linz, Linz 1999, ISBN 978-3-901779-04-6.